# يوب بوست
يوب بوست هو سياسي هولندي، ولد في 5 يوليو 1950 في فيلسن في هولندا. نشط حزبياً في حزب النداء الديمقراطي المسيحي. وقد انتخب عضو في البرلمان الأوروبي عن دائرة هولندا (دائرة انتخابية للبرلمان الأوروبي) لترشحه ضمن قائمة حزب النداء الديمقراطي المسيحي، وقد انضم خلال فترته النيابية (1 مارس 2007 – 16 أكتوبر 2007) للكتلة البرلمانية كتلة حزب الشعب الأوروبي.